# Breite Straße 12 (Quedlinburg)

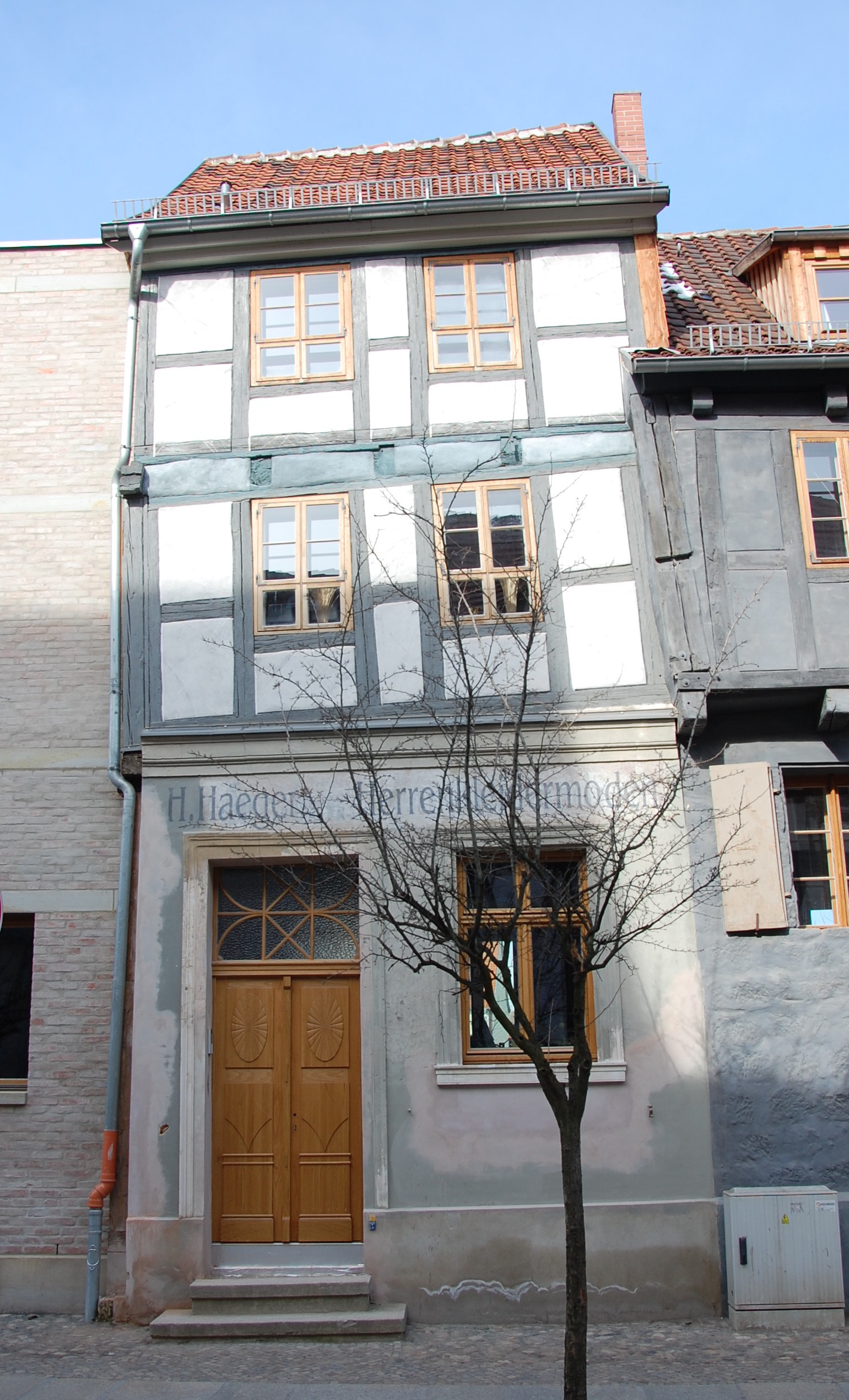
Haus Breite Straße 12

Das Haus Breite Straße 12 ist ein denkmalgeschütztes Gebäude in der Stadt Quedlinburg in Sachsen-Anhalt.

## Lage
Es befindet sich nordöstlich des Marktplatzes der Stadt und gehört zum UNESCO-Weltkulturerbe. Im Quedlinburger Denkmalverzeichnis ist es als Wohnhaus eingetragen. Nördlich des Hauses grenzt das gleichfalls denkmalgeschützte Haus Breite Straße 13 an.

## Architektur und Geschichte
Das schmale dreigeschossige Fachwerkhaus bildete ursprünglich gemeinsam mit den Nachbarhäusern 11 und 13 einen gemeinsamen Bau. Hausnummer 11 wurde in den 1960er Jahren abgerissen. Während man zunächst von einer Entstehung des Gebäudes im späten 18. Jahrhundert ausging, ergaben dendrochronologische Untersuchungen im Jahr 2005 jedoch die Entstehung eines Kernbaus bereits für den Zeitraum um 1330.
In der Zeit um 1660 lebten hier die Eltern des 1661 geborenen späteren Juristen Johann Joachim Schöpffer.
Um 1820 erhielt das Gebäude eine verputzte, im Stil des Frühklassizismus gestaltete Fassade. In dieser Zeit entstand auch die Haustür des Hauses.
In den Jahren 2007/08 wurde der Rohbau des sanierungsbedürftigen Gebäudes gesichert. Die Naumburger Restauratorin Maria Zedler legte hierbei die barocke Gestaltung der Fassade wieder frei. In den Jahren 2011/12 fand dann die Sanierung des Hauses statt. Zugleich entstand südlich ein Ersatzneubau für das Haus Breite Straße 11.
2016 erhielt das Planungsbüro qbatur für die Breite Straße 11/12 den Landesarchitekturpreis Sachsen-Anhalt.